# Gong Zhichao
Gong Zhichao (Anhua, 15 de dezembro de 1977) é uma jogadora de badminton chinesa. campeã olímpica, e ex-número 1 da modalidade.

## Carreira
Gong Zhichao representou seu país nos Jogos Olímpicos de Verão de 2000 conquistando a medalha de ouro, no individual feminino.